# باکلان‌های بال‌کوچک
باکلان‌های بال‌کوچک (نام علمی: Nannopterum) یک سرده از تیرۀ باکلانان است که از سه گونه تشکیل شده‌است. آنها در سراسر قاره آمریکا یافت می‌شوند، از این رو نام رایج آنها «باکلان‌های آمریکایی» است.
اعضای این سرده قبلاً در سردهٔ باکلان‌های سیاه طبقه‌بندی می‌شدند، اما مطالعه‌ای در سال ۲۰۱۴ نشان داد که اعضای این کلاد نماینده یک سردۀ خواهری Leucocarbo هستند و آنها را دوباره در سردهٔ Nannopterum دسته‌بندی کرد. IOC در سال ۲۰۲۱ از این طبقه‌بندی پیروی کرد. تصور می‌شود که بین ۶٫۷ تا ۸٫۰ میلیون سال پیش از Leucocarbo جدا شده‌است.
Nannopterum مستقیماً به «باکلان‌های بال‌کوچک» ترجمه می‌شود. این نام در ابتدا به عنوان یک نام سردهٔ تک‌نماد برای باکلان بی‌پرواز (N. harrisi) ابداع شد که در واقع بال‌های کوچکی دارد. با مطالعات اخیر باکلان نوگرمسیری (N. brasilianum) و باکلان دوکاکل (N. auritum) به شکل یک کلاد با باکلان بی‌پروز درآمدند و Nannopterum کهن‌ترین سردهٔ مجزا برای باکلان بی‌پرواز طبقه‌بندی شدند، علی‌رغم اینکه آن گونه‌هایی دارای بال‌هایی با اندازه معمولی و قابلیت پرواز کامل هستند. اگر این سرده فقط شامل باکلان بدون پرواز باشد، باکلان‌های دوکاکلی و نوگرمسیری با هم به یک سردهٔ جداگانه به نام Nesocarbo اختصاص داده می‌شوند.